# Морган, Джон (художник)
Джон Морган (англ. John Morgan; 1822 год, Лондон — 1885 год, Гастингс) — британский живописец, мастер реалистического направления, жанрист и портретист.

## Жизнь и творчество
Родился в лондонском районе Пентонвилль, на севере британской столицы. Изучал живопись сперва в Лондоне, в местной Школе дизайна, затем для продолжения художественного образования уехал в Париж. Там был учеником французского живописца Тома Кутюра. После возвращения в Англию с 1861 года длительное время жил в городке Эйлсберина юге страны, где создал наиболее известные свои работы, в том числе полотна «Жюри присяжных» и «Земельный аукцион». Был членом Общества британских художников (SBA). Произведения Джона Моргана несут на себе влияние таких мастеров, как Томас Уэбстер и Уильям Пауэлл Фрайт.
Сын Джона Моргана, Фредерик Морган, также был известным художником.

## Галерея

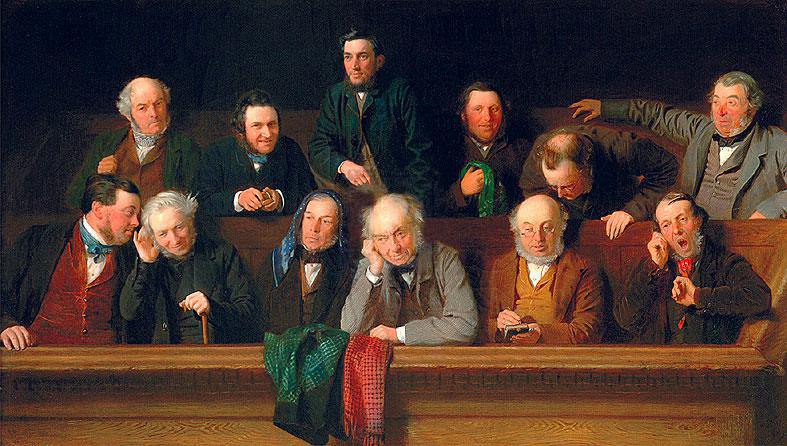
Жюри присяжных
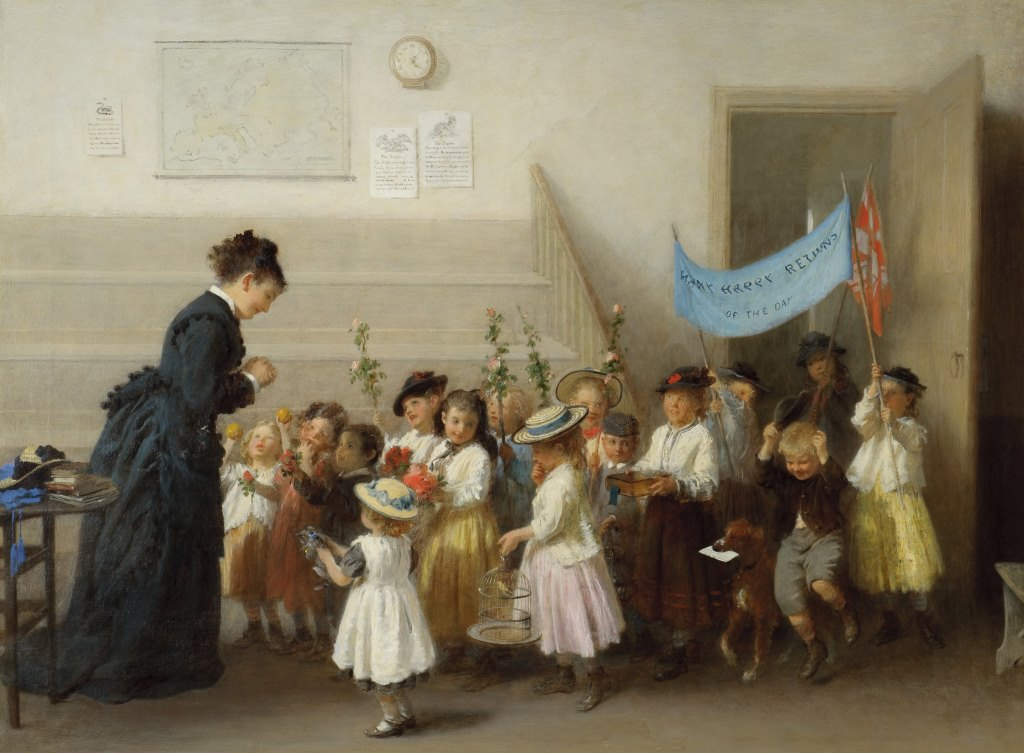
День рождения учительницы
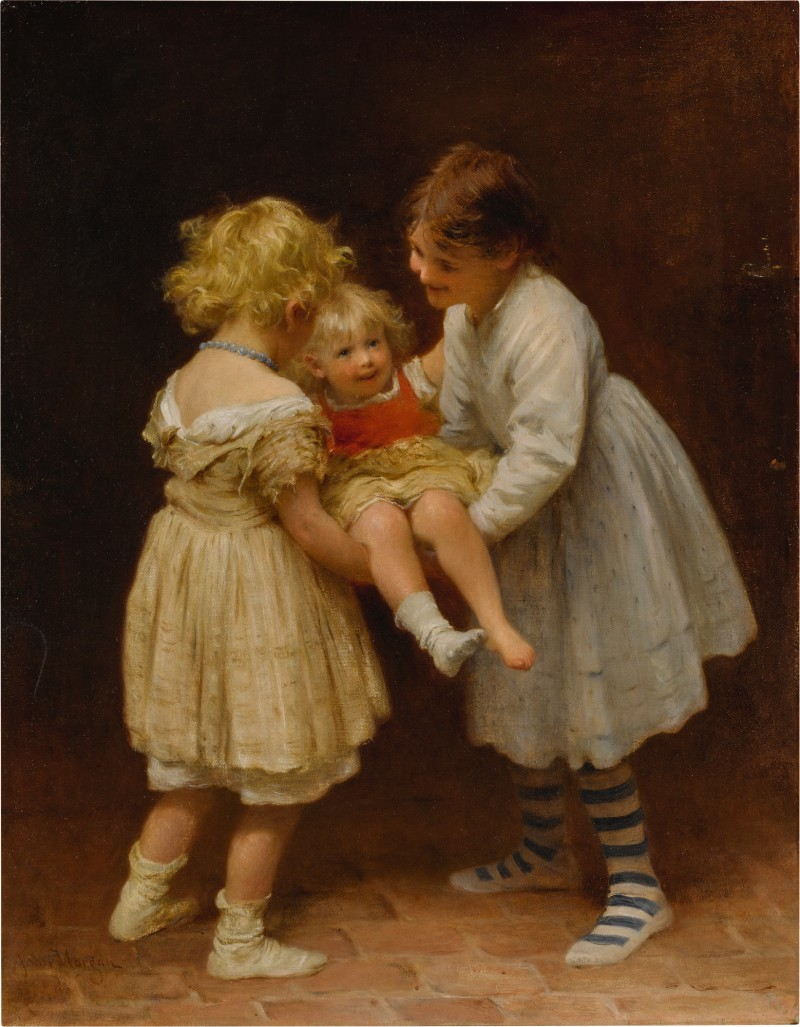
Дети за игрой
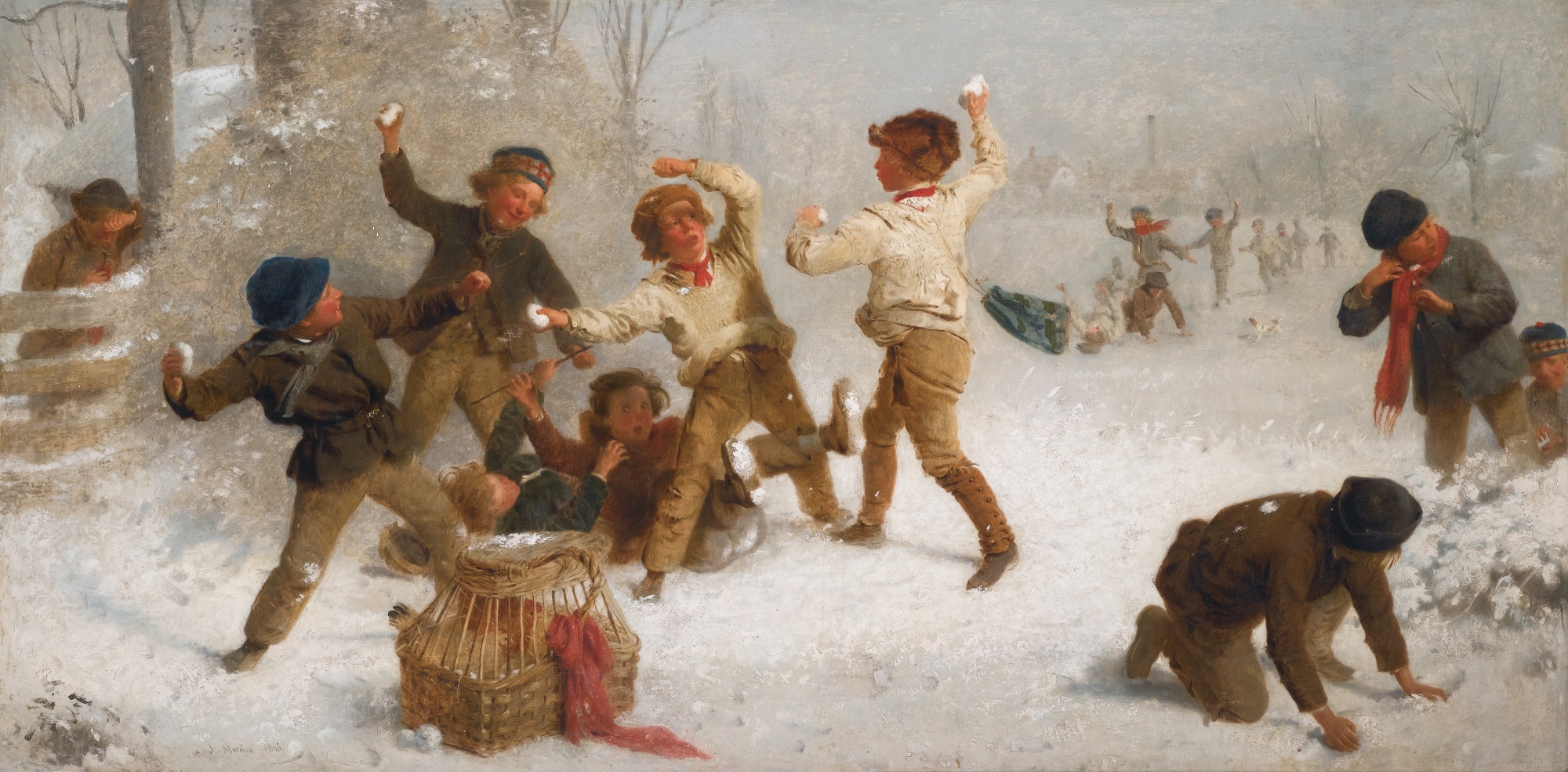
Игра в снежки (1865)
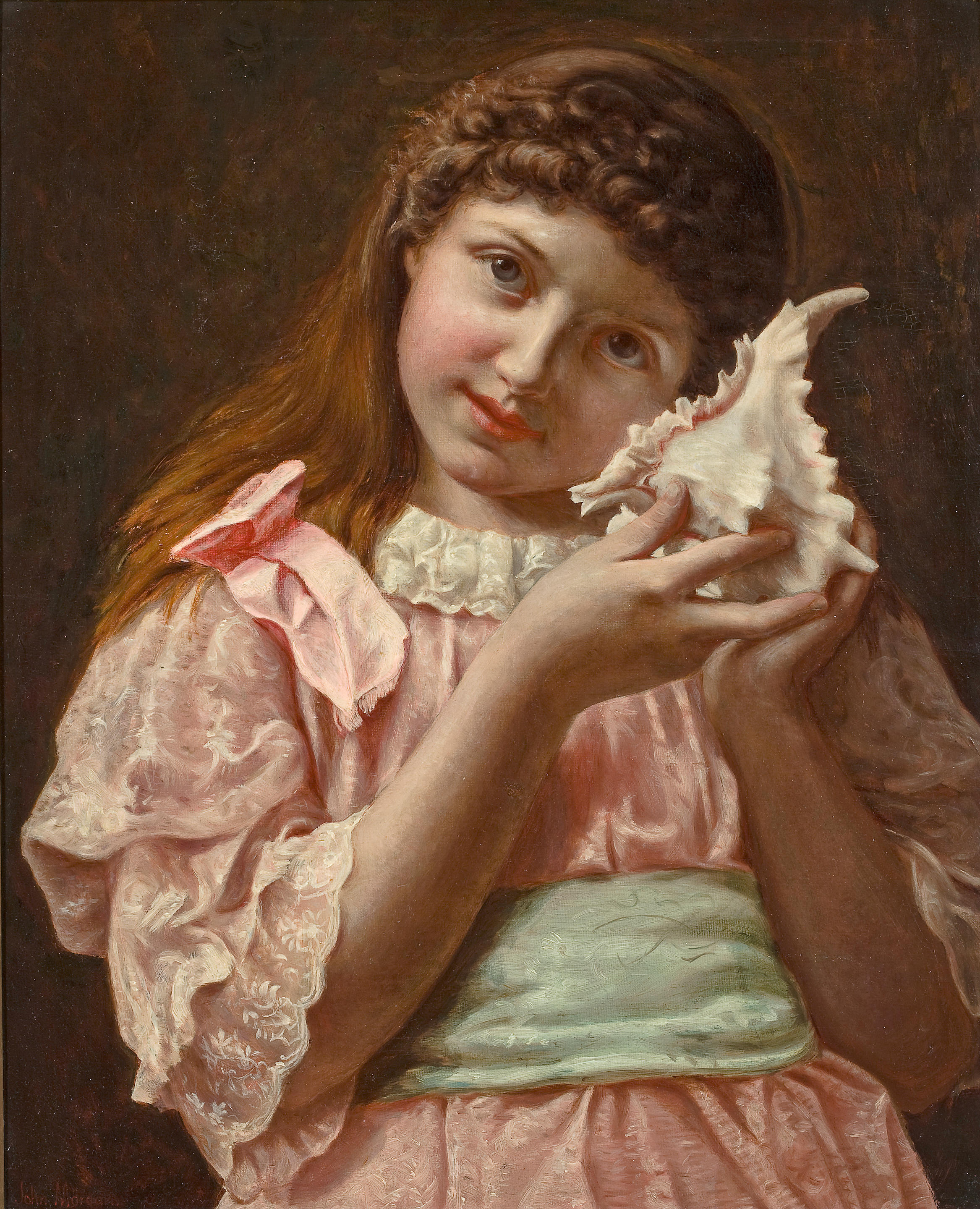
Девочка с морской раковиной